# Борцонаска
Борцона̀ска (на италиански: Borzonasca; на лигурски: Borsonasca, Борсонаска) е село и община в Северна Италия, провинция Генуа, регион Лигурия. Разположено е на 167 m надморска височина. Населението на общината е 2131 души (към 2011 г.).